# Wingolf

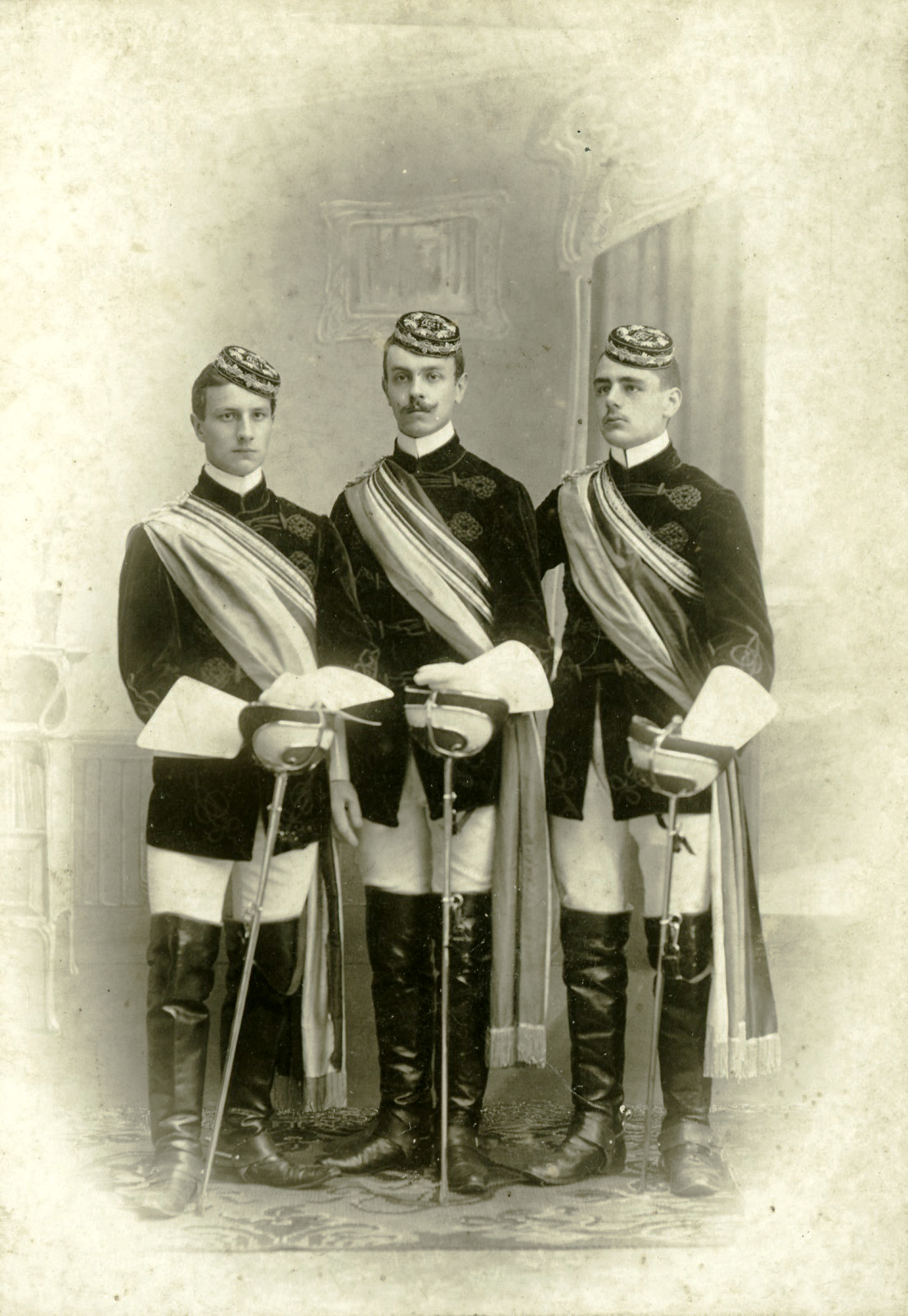
Miembros de la Studentenverbindung Rostocker Wingolf (1904)

El Wingolf ("Wingolfsbund") es una Organización fraternal de 34 fraternidades estudiantiles cristianas y coloridas (Studentenverbindung). Fue fundada en 1844 en Schleiz (Turingia). Esto la convierte en la organización estudiantil más antigua de su clase y una de las primeras comunidades ecuménicas. El Wingolf está representado principalmente en Alemania. Pero también tiene sucursales en Austria y Estonia. También hay algunas asociaciones que ya no están activas (entre ellas „Argentina Straßburg“ en Francia y „Königsberger Wingolf“ en la Rusia actual).

## Antecedentes
El lema del Wingolf es „Δι ένoς πάντα“. - „Di henos panta“ (Griego: a través de uno (Jesús) todo - Filipenses 4:13). Los principios de Wingolf son el credo cristiano („Christianum“), la búsqueda de la educación („Academicum“) y el „Corporativum“ (es decir, las tradiciones de los estudiantes de color). Wingolf siempre ha rechazado el duelo y el mensur. Es la primera asociación de sindicatos de estudiantes que adopta esta actitud. Wingolf y sus asociaciones miembros se ven a sí mismos como política y eclesiásticamente independientes.

## Símbolos
Los colores del Wingolf son negro, blanco y dorado. Se remontan al barón Heinrich Friedrich Karl vom Stein, que propuso estos colores en 1814 como los futuros colores nacionales alemanes. Wingolf se distanció externamente del revolucionario negro-rojo-oro de la Burschenschaft alemana. Hoy en día, cerca de dos tercios de las asociaciones en Wingolf usan estos colores. Las otras asociaciones de Wingolf suelen diferir por razones históricas o locales.
El escudo de armas de Wingolf presenta una cruz flotante en oro (para simplificar la Cruz de Jerusalén) sobre una superficie blanca y negra dividida en diagonal. Normalmente las asociaciones Wingolf también tienen la Cruz de Jerusalén en su escudo de armas.

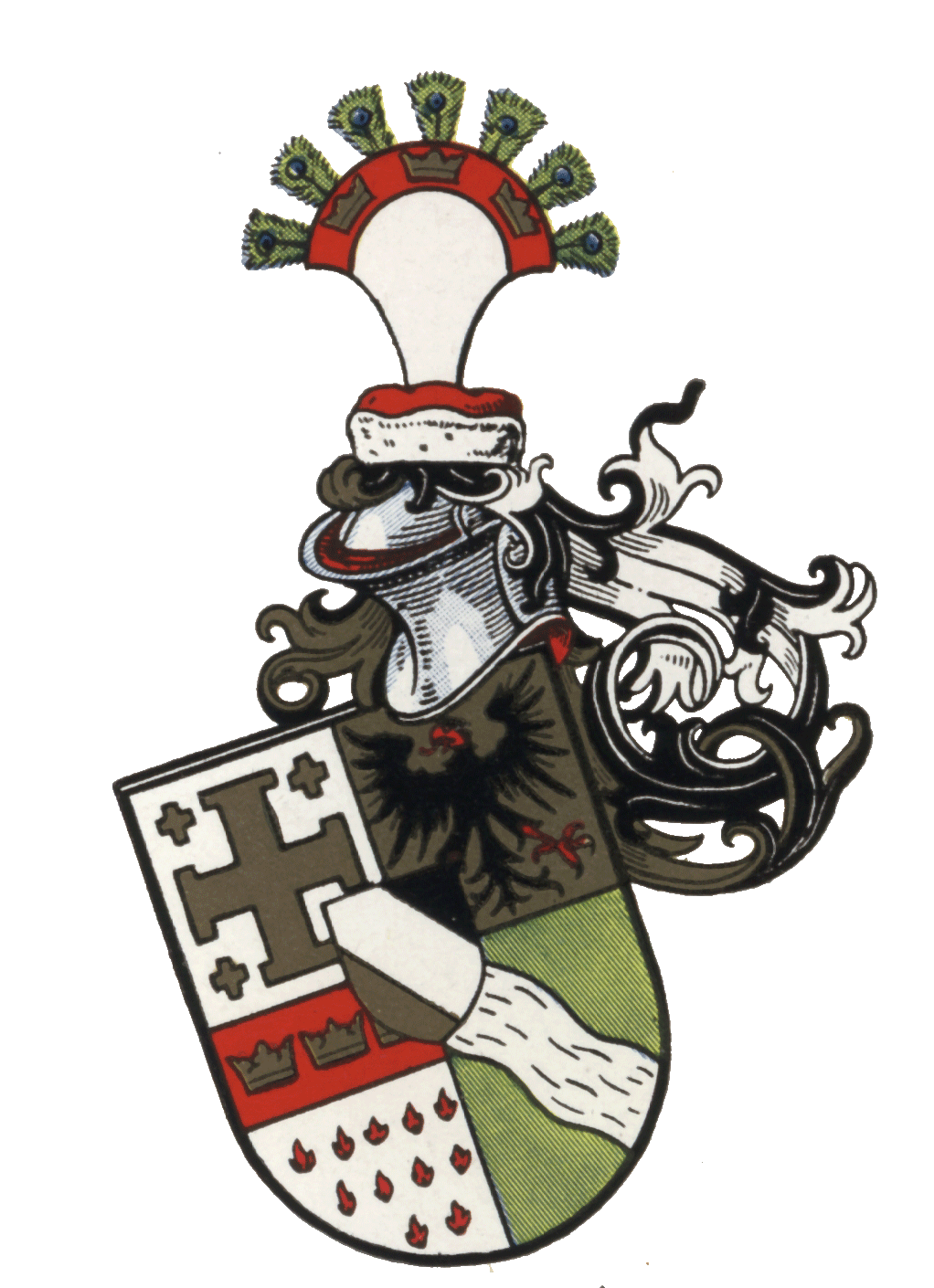
Kölner Wingolf (Colonia)
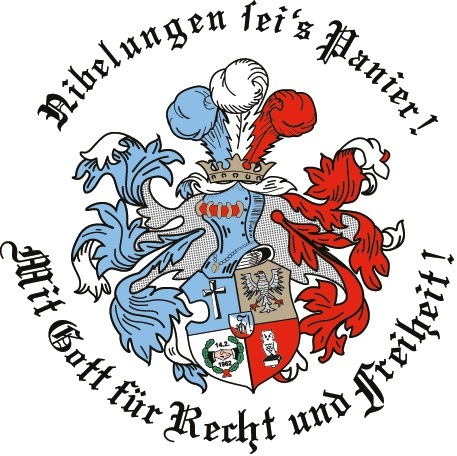
Nibelungen zu Siegen im Wingolfsbund (Siegen)
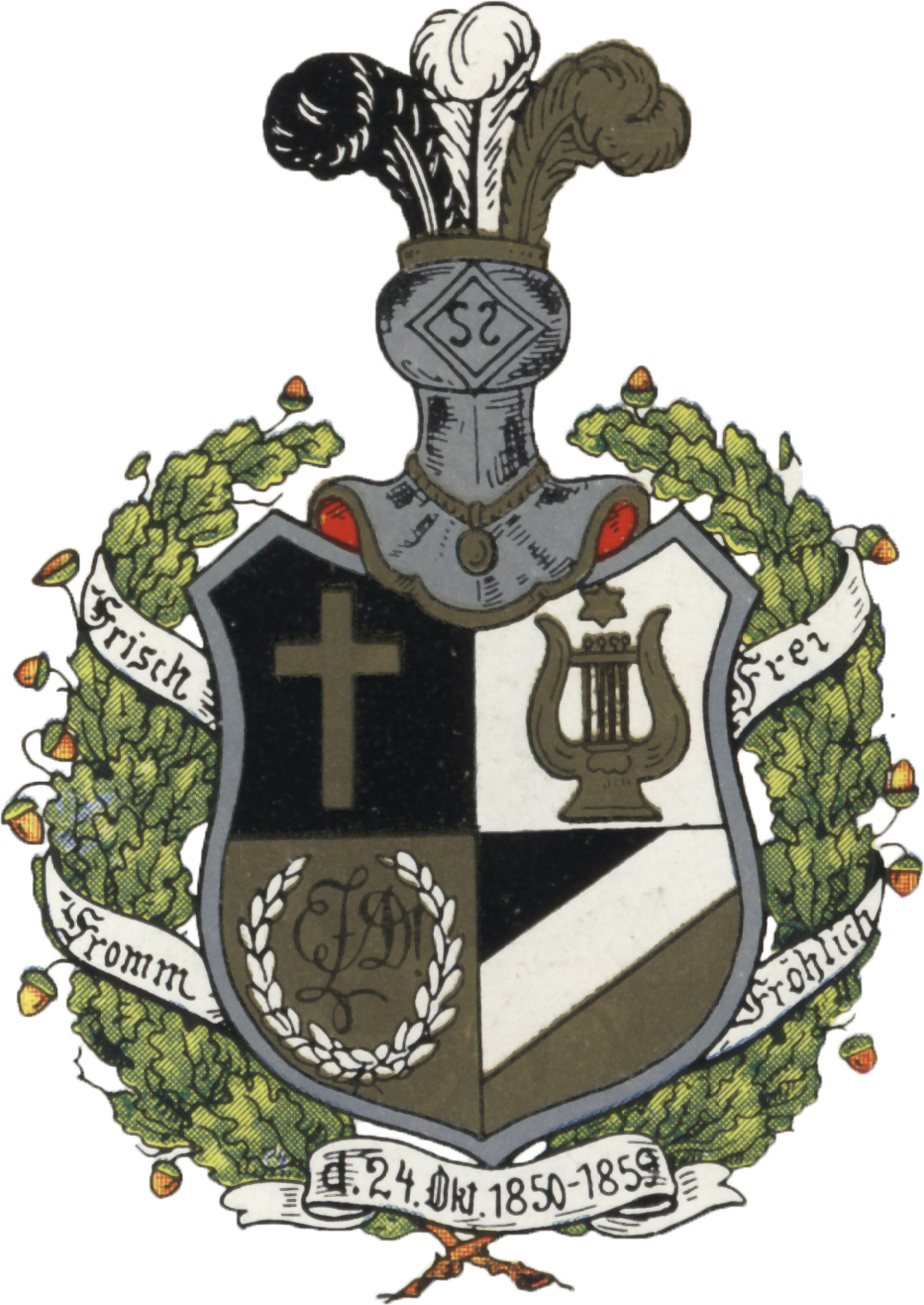
Armina Dorpatensis (Tartu, Estonia)

Todos los miembros (estudiantes y exalumnos) llevan la llamada „aguja federal“ (en alemán: Bundesnadel). Tiene un pequeño anillo al final y se lleva en la solapa izquierda.
La canción del pacto de Wingolf (cinco estrofas) se llama „Está sobre una base firme“ (en alemán: Es steht auf festem Grunde). Fue compuesta en 1867.

## El festival Wartburg de Wingolf
Desde 1850 las asociaciones Wingolf se reúnen cada dos años en la semana después de Pentecostés y desde 1951 en el Día de la Ascensión para el festival Wartburg de Wingolf. Desde 1991 tiene lugar de nuevo en Eisenach, en parte en el Castillo de Wartburg, donde vivió Isabel de Hungría y donde Martín Lutero tradujo la Biblia.

## Miembros conocidos
Selección

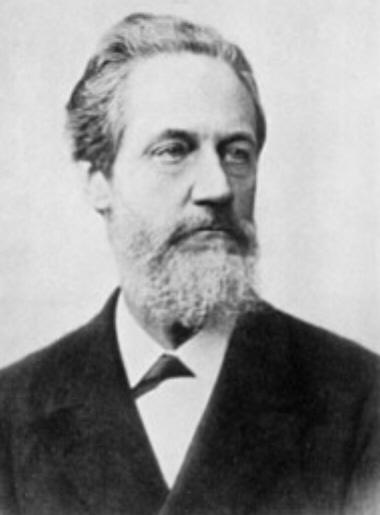
Franz Grashof
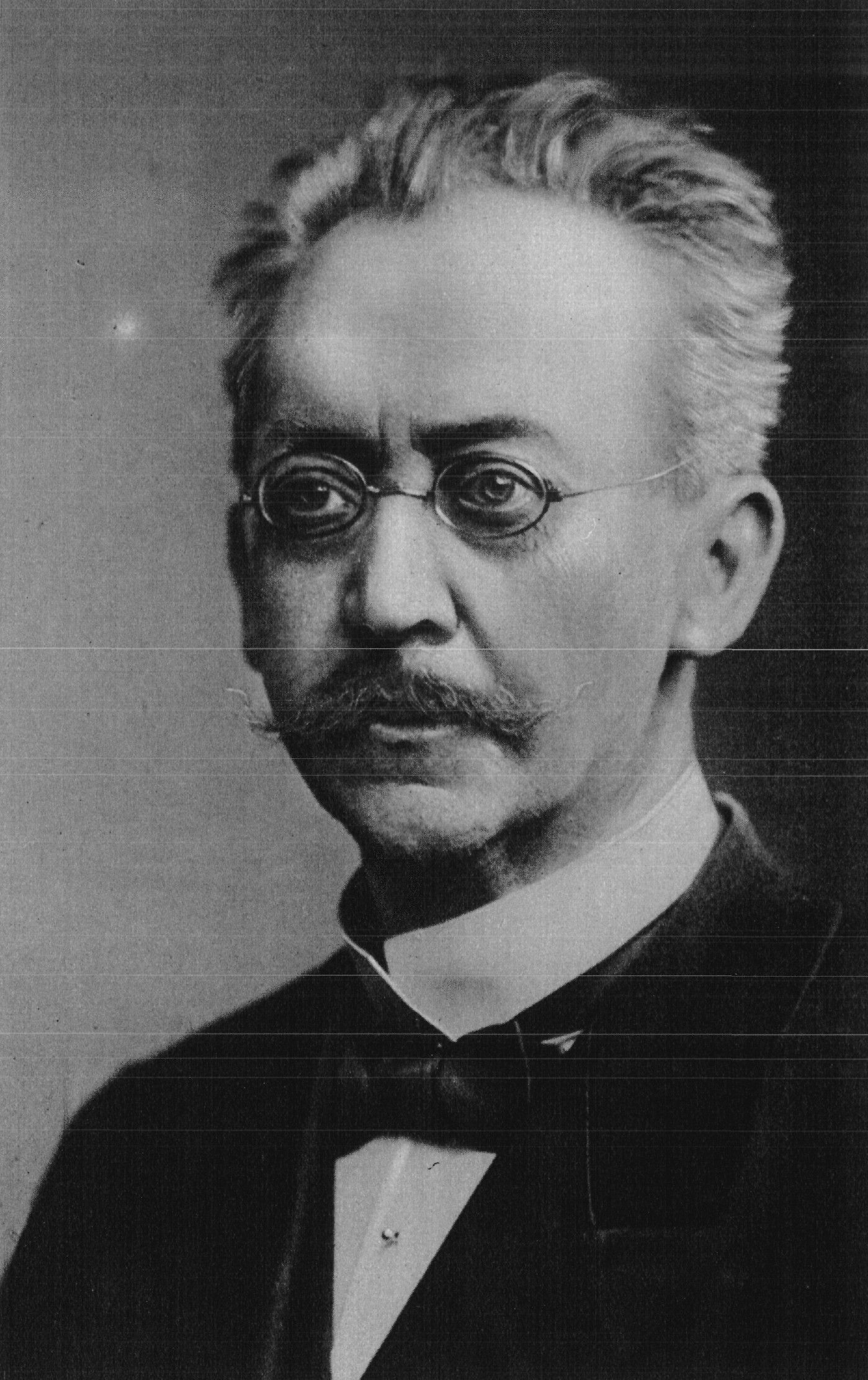
Adolf von Harnack
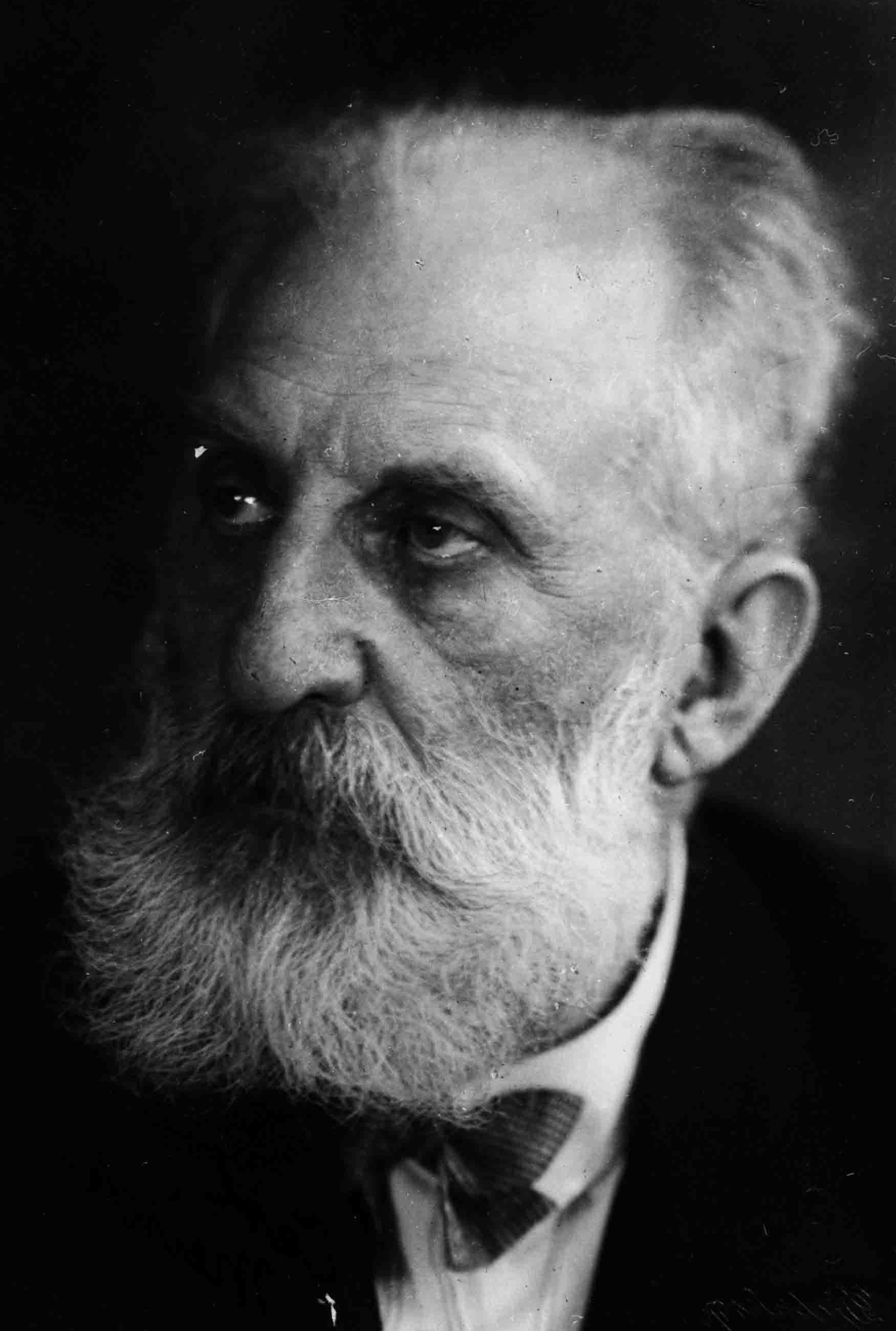
Carl Meinhof
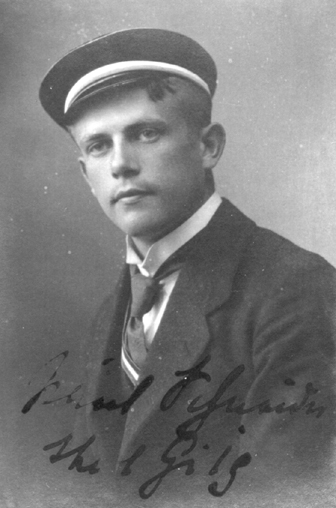
Paul Schneider
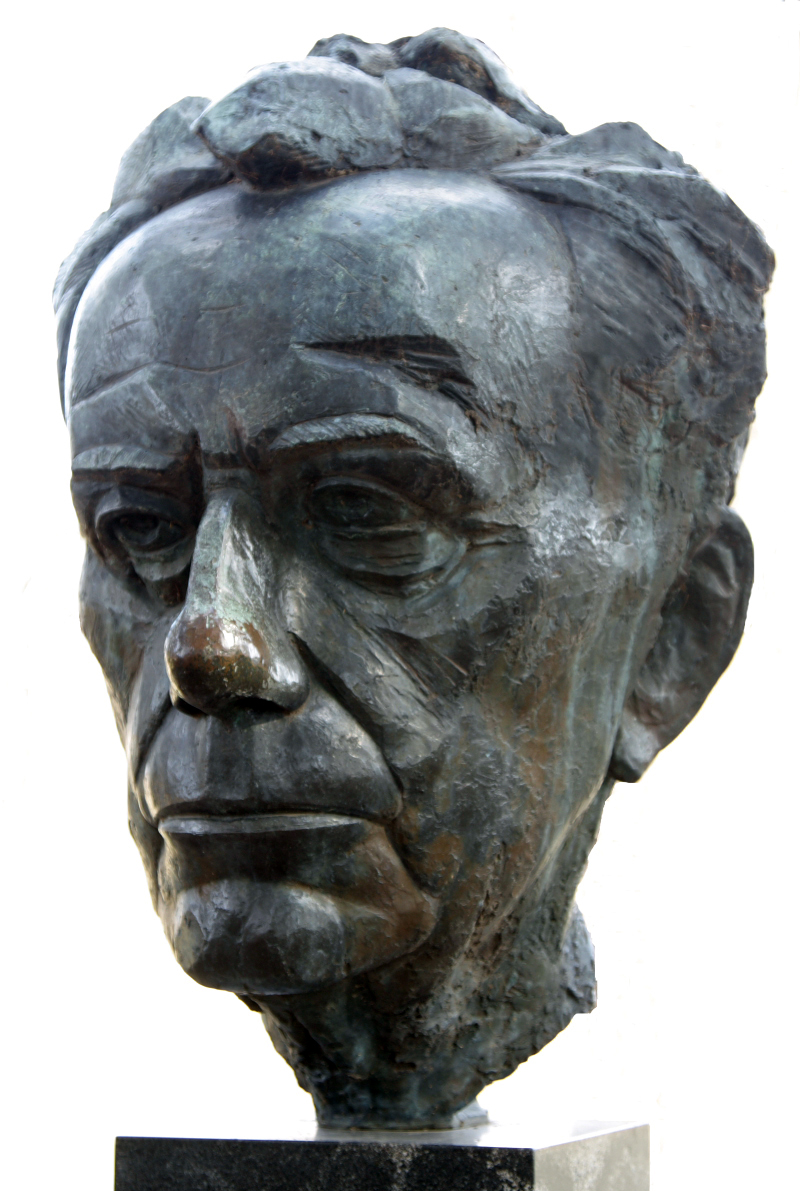
Paul Tillich

- Heinrich Brandt (1886-1954), un matemático alemán
- Theophil Friedrich Christen (1873-1920), un doctor, matemático, físico, economista y un pionero de la medicina física
- Hans Conzelmann (1915-1989), fue un experto en Nuevo Testamento y Sagrada Escritura
- Franz Grashof (1826-1893), un ingeniero alemán y profesor de Mecánica Aplicada
- Heinrich Julius Holtzmann (1832-1910), un teólogo protestante alemán
- Fritz Hommel (1854–1936), un orientalista alemán
- Karl Martin August Kähler (1835-1912), un teólogo alemán
- Adolf Keller (1872–1963), un teólogo protestante suizo
- Christian Mergenthaler (1884-1980), un político nazi alemán, miembro del Reichstag y Württemberg Landtag, Ministro presidente de Württemberg y Ministro de Cultura
- Gerhard Ritter (1888-1967), un historiador alemán
- Jacob Volhard (1834-1910), un químico alemán, que hizo importantes contribuciones a la química inorgánica, orgánica y analítica
- Julius Bernhard Friedrich Adolph Wilbrand (1839-1906), un químico alemán, conocido por sintetizar por primera vez trinitrotolueno (TNT)
- Johannes Winkler (1897-1947), un pionero de los cohetes alemán
- Adolf Wuttke (1819-1870), un teólogo protestante alemán